# Wandelnetwerk Twente

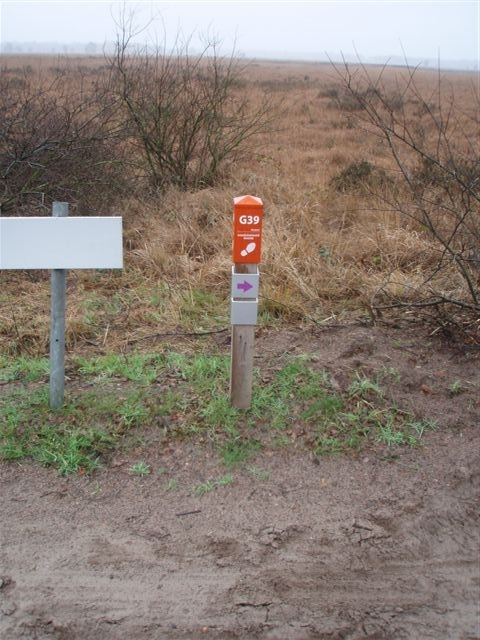
Een keuzepuntpaal in het Wierdenseveld

Het Wandelnetwerk Twente is een netwerk van rondwandelingen die door een uniform systeem van bewegwijzering met elkaar worden gecombineerd. In fase 1 zijn er 70 startpunten waar de wandelaar kan beginnen. De lengte van de rondwandelingen is tussen de 3 en de 10 kilometer. Er is een wandelkaart verkrijgbaar met daarop de meeste routes aangegeven. De routes lopen ook over delen van het Noaberpad, het Overijssels Havezatenpad, het Marskramerpad en het Twentepad. De eerste fase van de opzet van het netwerk is afgerond en formeel opgeleverd op 10 april 2007. Toen was 1344 kilometer wandelpad af. In de loop van 2008 wordt de tweede fase van het netwerk gerealiseerd.

## Markering
De routes worden door vierkante houten palen met metalen 'kubusjes' gemarkeerd. Op de kubusjes worden pijlen geplakt in de kleuren van de betreffende wandelroute. Ook de markering van LAW en streekpad worden, waar van toepassing, aangebracht. Op splitsingspunten staan de zogenoemde keuzepuntpalen, deze hebben een oranje kop en een unieke letter-nummercombinatie. Op enkele plaatsen staan informatieborden met de kaart van het gebied en de betreffende wandelingen aangegeven. Ook deze zijn voorzien van de oranje kop en genummerd. Bij deze panelen is altijd een parkeerplaats te vinden.

## Routes
De volgende routes zijn in fase 1 gerealiseerd:
1. Denekamp
2. Ootmarsum
3. Vasse
4. Geesteren
5. Vriezenveen
6. Rossum
7. Saasveld
8. Zenderen
9. Wierden
10. Enter
11. Boekelo
12. Lonnekerveld